# براد جونز (موسيقي)
براد جونز (بالإنجليزية: Brad Jones)‏ هو موسيقي أمريكي، ولد في 20 مايو 1963 في نيويورك في الولايات المتحدة.

## وصلات خارجية
- براد جونز على موقع ميوزك برينز (الإنجليزية)
- براد جونز على موقع ميوزك برينز (الإنجليزية)
- براد جونز على موقع أول ميوزيك (الإنجليزية)
- براد جونز على موقع ديسكوغز (الإنجليزية)